# トム・コクラン

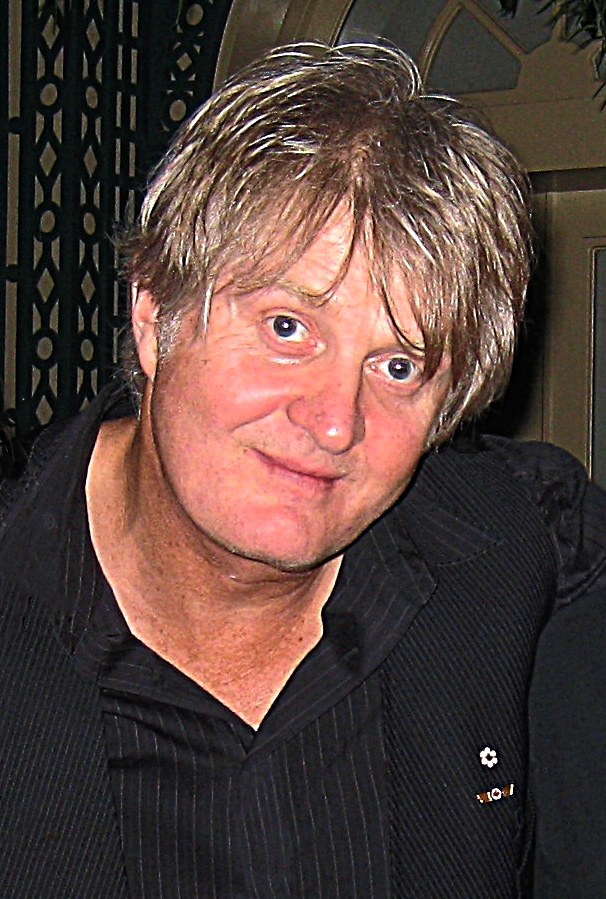

トム・コクラン(Tom Cochrane、1953年5月14日 - )は、カナダのシンガーソングライター兼ミュージシャン。代表曲は『ライフ・イズ・ア・ハイウェイ』、"Lunatic Fringe", "White Hot" , "Boy Inside The Man","Big League" and "I Wish You Well"。
カナダのロックバンド,レッド・ライダーの元ボーカリストで、7度ジュノー賞を受賞したことがあり、カナダ勲章を貰ったこともある。
また、Canadian Music Hall of Fameの一人でもあり、カナダ空軍の名誉大佐でもあり、ブランドン大学の名誉教授でもある。

## その他経歴

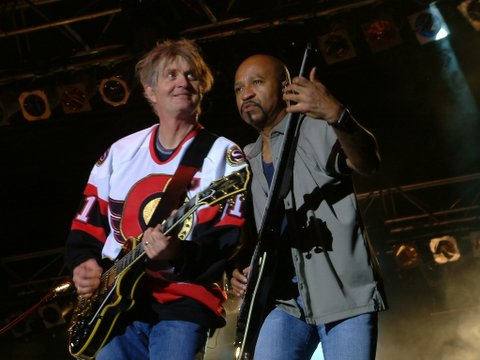
2003年現在

- 1985年:コクラン、Northern Lightsの "Tears Are Not Enough" with proceeds to Ethiopian famine reliefのレコーディングに参加する。
- 1987年:Grapes of Wrathの2枚目のアルバム"Treehouse"のプロデュースを行う。 バンドにとってヒットしたアルバムになり、"Peace of Mind"が収録された。
- 1992年:コクランは オー・カナダをワールドシリーズの第2戦前にアトランタ・フルトン・カウンティ・スタジアムで歌った。この後行われた第2戦で、トロント・ブルージェイズがアトランタ・ブレーブスを5対4で破った。このころ、コクランはシンガー・ソングライターであるモリー・ジョンソンが運営するAIDS/HIVに関する団体が開催しているKumbaya Festivalで歌うようになった。
- 1995年9月4日:コクランの"I Wish You Well"がRPM Canadian Pop Chartsで初登場首位をとった初のカナダ人楽曲となった。
- 1999年:カントリー歌手クリス・ルドゥが『ライフ・イズ・ア・ハイウェイ』をカバー。同年6月コクランがモントリオールで自分の軽飛行機が離陸後にエンジンが止まるという事故に巻き込まれる。けが人なし
- 2002年11月:コクラン、"Just Like Ali" にて、 モハメド・アリの伝説集に合わせて、Toronto Argonautsとして、トロントのSkydomeで行われたCFLの試合のハーフタイムで歌った。
- 2003年12月:コクラン、CBCの特別番組Rick Mercer's Christmas in Kabulでのスペシャルゲストとしてカーブルを訪問する。
- 2005年:コクラン、クリスマスソング "Christmas All The Time"をリリースする。
- 2005年1月13日:コクラン、"Canada For Asia"という、津波被害に遭った人々に対するチャリティコンサートに夫妻で参加。コンサートはCBC TVによってプロデュース・テレビ公開され、400万ドル分以上を売り上げたと発表された。
- 2005年7月2日:コクランはオンタリオ州バリー で行われた LIVE 8慈善コンサートで『ライフ・イズ・ア・ハイウェイ』と"No Regrets"を披露した。
- 2006年:ラスカル・フラッツがコクランのライフ・イズ・ア・ハイウェイをカバー。この曲はウォルト・ディズニー/ピクサーのアニメ映画『カーズ』の主題歌になった。この楽曲はアメリカ合衆国とカナダの双方でポップス、カントリーミュージックのチャートで大きなヒットを飛ばした。
- 2007年2月24日:コクラン、ラスカル・フラッツとともにエドモントンのRexall Placeでライフ・イズ・ア・ハイウェイを披露。
- 2007年7月:ライフ・イズ・ア・ハイウェイが"America's Got Talent" の第1準決勝でJason Pritchettによって披露された。
- 2007年:Score Golf Magazineがカナダ一のセレブリティ・ゴルファーと認定。コクランの親友であるトライアンフのギル・ムーアとラッシュのアレックス・ライフソンも、それぞれ2位と4位にランクインした。
- 2007年12月:コクラン、トロントで行われた Canadian Songwriters Hall of Fameのセレモニーでカナダのスーパースターゴードン・ライトフットをCanadian Songwriters Hall of Fameに認定。その際彼はライトフットの "Early Morning Rain"を歌った。
- 2008年2月:コクランとジョン・メレンキャンプ、12-date double-billの一環として、大型アリーナでの全国ツアーを行う。同年のジュノー賞にて、Canadian Music Hall of Fameの Triumph を受ける。 コクラン、長年の友人ギル・ムーアとともにロックバンドを再結成する。
- 2008年7月:コクランはトロントにあるGlen Abbey Golf Clubで2008 RBC Canadian Open PGA Tournamentが行われている際、無料コンサートを開いた。
- 2008年:コクラン、ニール・ヤングの"Old Man"をカバー。この曲はトリビュートアルバム"Borrowed Tunes II"に収録。
- 2008年9月:オンタリオ州Sault Ste MarieRoyal Canadian Golf Association 主催のCanadian Senior Amateur Golf Championshipの資格をもらう。
- 2008年10月:コクラン、バンクーバー・カナックスの本拠地開幕戦で、"Big League"を歌う。この歌は2008年6月に単車事故で亡くなった若きディフェンスの w:Luc Bourdonに敬意を表して歌われた。

## ディスコグラフィ

### スタジオ・アルバム（レッド・ライダーとの共演作も含む）
Hang On To Your Resistance-Cochrane
このデビューアルバムは1974年に カナダのDaffodil Recordsから発売された。 タイトルには彼の名字である『Cochrane』が使われている。 1987年、Capital Recordsが再発行。"You're Driving Me Crazy"と"Charlie Was A Dancer"のシングルカットがなされた。
Don't Fight It-Red Rider (studio album)
レッド・ライダーのメンバーとしては初めてのリリース。このアルバムは1979年にCapital Recordsからリリースされた。バンドのデビュー・ヒットである"White Hot"の歌詞はアルチュール・ランボーと彼のアフリカ旅行について書いている。 "Don't Fight It"と"Avenue A"のシングルカットがなされた。 "Don't Fight It"はカナダで100,000枚が売られ、レッド・ライダーというバンドは初めてゴールドディスクを獲得し、後にプラチナをも獲得した。 のちにKISSのプロデューサーになるMichael James Jacksonがこのアルバムをプロデュースした。
As Far As Siam-Red Rider
1981年6月にリリースされたレッド・ライダー名義のセカンドアルバム。収録曲であるLunatic Fringeはラウル・ワレンバーグの著書からインスパイアされており、1970年代の反ユダヤ主義の上昇について歌われている。 Lunatic Fringeはコクランの代表曲の1つとなり、北米のClassic Rockのラジオ局でレッド・ライダーの曲のヘビーローテーションが行われるようになった。 この曲は映画『ビジョン・クエスト/青春の賭け』とテレビ番組『特捜刑事マイアミヴァイス』とBounty Hunterで使われた。 "As Far As Siam"はシングル"What Have You Got To Do (To Get Off Tonight)"にも収録されている。
このアルバムはカナダで100,000枚以上を売り上げ、プラチナに輝いた。 このアルバムはロサンゼルスのサンセット・サウンド・スタジオで行われ、Richard Landis & Michael James Jacksonがプロデュースした。
Neruda-Red Rider
1983年にリリースされたレッド・ライダーのサードアルバム。収録曲には"Human Race", "Power" 、"Crack In The Sky" 、"Napoleon Sheds His Skin"などがある。リードトラックである "Neruda",インストゥルメンタルである"Light In The Tunnel" と"Power"は、コクランがライブツアーでよく演奏する曲である。
"Neruda"はコクランとレッド・ライダーにとって3枚目のプラチナになった。アルバムはトロントのMetalworks StudiosでDavid Tickleとともに収録が行われた。なお、ティックルはアルバム収録曲10曲中8曲のプロデュースを行った。
Breaking Curfew-Red Rider
レッド・ライダーの4枚目のアルバム。1984年にリリースされ、このアルバムに収録されていた"Young Thing, Wild Dreams (Rock Me)"がヒットした。 The title track "Breaking Curfew" was also released as a single. "Breaking Curfew"はコクランとレッド・ライダーにとって4番目のゴールドディスクとなった。
このアルバムのプロデュースはコクラン自身とDavid Tickleが行い、トロントのMetalworksスタジオとイングランドのStartling Studiosで収録された。
Tom Cochrane & Red Rider-Tom Cochrane & Red Rider
1986年にリリースされた初のセルフ・タイトル・アルバムは、コクランとレッド・ライダーの5枚目のアルバムで、カナダで100,000枚以上売り上げ、プラチナを獲得した。シングルカットされた曲には "Boy Inside The Man", The Untouchable One", "Ocean Blues"、"One More Time"がある。
このアルバムでコクランはComposer of the YearとGroup of the Yearの2部門でジュノー賞を獲得した。コクランとPatrick MoranはウェールズのRockfield StudiosとキッチナーにあるCedartree Studiosでこのアルバムの制作を行った。
Victory Day-Tom Cochrane & Red Rider
1988年リリース。このアルバムはコクランにとって6枚目のアルバムであり、レッド・ライダーとの共演作としては最後のものになる。このアルバムから"Big League" (#4 RPM Canadian Charts), "Good Times" (#2 RPM Canadian Charts)、そしてタイトルチューンである"Victory Day"という3枚のヒットが出た。 Big Leagueは自動車事故で夭折したホッケー選手について歌っている。このアルバムのプロデュースはドン・ゲーマンがカリフォルニア州のw:Woodland Hillsとバーバンクとハリウッド, カナダのバンクーバーとトロントで行った。 Victory Dayはカナダで200,000枚以上売り上げ、レッド・ライダーとの共演作としては初めてのダブルプラチナに輝いた。このアルバムでコクランとレッド・ライダーはジュノー賞の3部門にノミネートされた。

### ソロ・アルバム
Mad Mad World
コクラン初のソロアルバム。1992年リリース。アルバムからのファーストシングルライフ・イズ・ア・ハイウェイは1991年後半に世界中で大ヒットし、カナダでNo.1ヒットを記録した。このアルバムでジュノー賞（Album of the Year, Song of the Year, Male Vocalist of the Year and Songwriter of the Year）を4部門受賞。コクランはSOCANとASCAPで受賞した。
Mad Mad Worldはカナダで100万枚以上売り上げ、Diamondを獲得した。 このアルバムからは"No Regrets" (#3 RPM Canadian Charts), "Sinking Like A Sunset" (#2 RPM Canadian Charts), "Washed Away" (#7 RPM Canadian Charts), "Bigger Man","Mad Mad World"(タイトル・トラック)がリリースされた。
このアルバムはJoe Hardyがプロデュースし、メンフィス と、ミシサガ (オンタリオ州)のMetalworks, オンタリオ州GeorgetownのHungry Hollow Studio とオークビルのコクランのキャビンでレコーディングが行われた。
Ragged Ass Road
1995年8月にリリースされたこのアルバムの名前は、ノースウエスト準州のイエローナイフにある道の名前からとられた。"I Wish You Well", は カナダ初RPM Canadian Singles Chartsで初登場首位を飾った作品である。
さらに"Wildest Dreams" (#5 RPM Canadian Charts), "Dreamer's Dream" (#4 RPM Canadian Charts) and "Crawl" (#11 RPM Canadian Charts)がカナダのチャートのトップ20に入った。また、 Ragged Ass Roadはジュノー賞2部門にノミネートされ、10万枚以上売り上げたことでプラチナを獲得した。このアルバムのプロデュースはコクラン本人と、John WebsterがMetalworks StudiosとRagged Ass Road Studiosで行った。
Songs of a Circling Spirit
1997年リリース。Songs of a Circling SpiritはライブCDとコクランの曲のアコースティック版やヒット曲"Good Man Feeling Bad"の入ったマルチメディアパッケージが入っている。このアルバムはコクランの "Ragged Ass Road"ツアーの際に収録された。
エックスレイ・シエラ(X-Ray Sierra)
1999年2月リリース。このソロアルバムは critically-acclaimedされた。このアルバムからは"I Wonder", "Willie Dixon Said", "Heartbreak Girl" and "Stonecutters Arms"がヒットした。 このアルバムでコクランはジュノー賞の Best Male Vocalist 部門にノミネートされた。制作はトロントのMetalworks StudiosとバンクーバーのHipposonic Studiosで行われ、プロデュースはコクランとJohn Websterが行った。
No Stranger
ユニバーサルミュージック・カナダに移籍後のファーストアルバム。2006年10月リリース。このアルバムから"Didn't Mean", "The Party's Not Over", "Northern Star", "Out of My Head"、そしてw:Norman Greenbaumの楽曲のカバーである "w:Spirit in the Sky"といったヒットが出た。 Red RiderのメンバーKen GreerとJeff Jonesがアルバムに参加している。レコーディングはMetalworksと Layastoneで行われた。コクランはこのアルバムのプロデュースとミックスをオンタリオ北部で行った。 No Strangerは ジュノー賞Canadian Adult Alternative Album of the Year部門にノミネートされた。

### ライブアルバム
The Symphony Sessions-Tom Cochrane & Red Rider
1989年3月17日と18日にアルバータ州エドモントンで行われたエドモントン交響楽団との共演を収録したライブアルバム。オーケストラとの共演はコクランとレッド・ライダーのヒット曲だけでなく、レナード・コーエンとも共演した"Bird on the Wire"も含まれている。
オーケストラとの共演曲は56にも上り、including six players who had performed with プロコル・ハルム at the band's legendary 1971 performance with the Edmonton Symphony Orchestra.
これはコクランのソロ活動前の最後のレッド・ライダーとの共演作となった。このアルバムはカナダで100,000枚以上売り上げたことにより、プラチナに輝いた。
Ashes to Diamonds(ボックスセット)
1993年リリース。この3枚組のボックスセットには、コクラン&レッド・ライダーおよびコクランのソロ未公開曲やライブ版・アコースティック版に楽曲が入っている。このボックスセットはコレクター向けに売り出されたため、現在は入手不能である。

## ベストアルバム
Over 60 Minutes with Red Rider(ベストアルバム)
1987年リリース。このアルバムには17曲収録されている。レッド・ライダーの最初の5枚のアルバムの楽曲を用いたコクラン初のベストアルバム。 Over 60 Minutes with Red Riderはカナダで100,000枚以上売れたことでプラチナを獲得した。
Trapeze-Tom Cochrane & Red Rider
Capital Recordsから2002年にリリースされた。 この2枚組ヒットには、レッド・ライダーとの共演時代からソロ活動までの曲すべてが収録されている。
新曲は "Pictures from the Edge"と "Just Like Ali"の2曲で、コクランのlateの父とモハメド・アリにdedicateしたものである。

### シングル
| 発売日 | 作品名                                    | チャート動向   | チャート動向 | チャート動向         | アルバム                                          |
| 発売日 | 作品名                                    | カナダ RPM 100 | US Hot 100   | US Main- stream Rock | アルバム                                          |
| ------ | ----------------------------------------- | -------------- | ------------ | -------------------- | ------------------------------------------------- |
| 1973   | "You're Driving Me Crazy (Faith Healers)" | 71             |              |                      | Hang on to Your Resistance-Cochrane               |
| 1974   | "Charlie Was a Dancer"                    |                |              |                      | Hang on to Your Resistance-Cochrane               |
| 1980   | "White Hot"                               | 20             | 48           |                      | Don't Fight It-Red Rider                          |
| 1980   | "Don't Fight It"                          | 75             | 103          |                      | Don't Fight It-Red Rider                          |
| 1981   | "What Have You Got To Do"                 | 42             |              |                      | As Far as Siam-Red Rider                          |
| 1981   | "Lunatic Fringe"                          |                |              | 11                   | As Far as Siam-Red Rider                          |
| 1983   | "Human Race"                              | 29             |              | 11                   | Neruda-Red Rider                                  |
| 1983   | "Power (Strength In Numbers)"             |                |              | 13                   | Neruda-Red Rider                                  |
| 1983   | "Crack the Sky (Breakaway)"               |                |              | 39                   | Neruda-Red Rider                                  |
| 1984   | "Young Thing, Wild Dreams (Rock Me)"      | 44             | 71           | 13                   | Breaking Curfew-Red Rider                         |
| 1984   | "Breaking Curfew"                         | 93             |              |                      | Breaking Curfew-Red Rider                         |
| 1986   | "Boy Inside The Man"                      | 25             |              | 17                   | Tom Cochrane & Red Rider-Tom Cochrane & Red Rider |
| 1986   | "The Untouchable One"                     | 70             |              | 48                   | Tom Cochrane & Red Rider-Tom Cochrane & Red Rider |
| 1987   | "One More Time (Some Old Habits)"         | 85             |              |                      | Tom Cochrane & Red Rider-Tom Cochrane & Red Rider |
| 1987   | "Ocean Blues (Emotion Blue)"              | 88             |              |                      | Tom Cochrane & Red Rider-Tom Cochrane & Red Rider |
| 1988   | "Big League"                              | 4              |              | 9                    | Victory Day-Tom Cochrane & Red Rider              |
| 1989   | "Good Times"                              | 2              |              |                      | Victory Day-Tom Cochrane & Red Rider              |
| 1989   | "Victory Day"                             | 32             |              |                      | Victory Day-Tom Cochrane & Red Rider              |
| 1989   | "White Hot" (Live)                        | 50             |              |                      | The Symphony Sessions-Tom Cochrane & Red Rider    |
| 1991   | "Life Is A Highway"                       | 1              | 6            | 6                    | Mad Mad World-Tom Cochrane                        |
| 1991   | "No Regrets"                              | 3              |              | 7                    | Mad Mad World-Tom Cochrane                        |
| 1992   | "Sinking Like a Sunset"                   | 2              |              |                      | Mad Mad World-Tom Cochrane                        |
| 1992   | "Mad Mad World"                           | 25             |              |                      | Mad Mad World-Tom Cochrane                        |
| 1992   | "Washed Away"                             | 7              |              | 88                   | Mad Mad World-Tom Cochrane                        |
| 1992   | "Bigger Man"                              | 45             |              |                      | Mad Mad World-Tom Cochrane                        |
| 1995   | "I Wish You Well"                         | 1              | 101          |                      | Ragged Ass Road                                   |
| 1995   | "Wildest Dreams"                          | 5              |              |                      | Ragged Ass Road                                   |
| 1996   | "Dreamer's Dream"                         | 4              |              |                      | Ragged Ass Road                                   |
| 1996   | "Crawl"                                   | 11             |              |                      | Ragged Ass Road                                   |
| 1997   | "Lunatic Fringe"                          | 70             |              |                      | Songs of a Circling Spirit                        |
| 1997   | "Good Man Feeling Bad"                    | 46             |              |                      | Songs of a Circling Spirit                        |
| 1999   | "I Wonder"                                | 86             |              |                      | X-Ray Sierra                                      |
| 1999   | "Willie Dixon Said"                       | 30             |              |                      | X-Ray Sierra                                      |
| 1999   | "Stonecutter's Arms"                      |                |              |                      | X-Ray Sierra                                      |
| 1999   | "Heartbreak Girl"                         |                |              |                      | X-Ray Sierra                                      |
| 2002   | "Just Like Ali"                           |                |              |                      | Trapeze (with Red Rider)                          |
| 2002   | "Pictures From The Edge"                  |                |              |                      | Trapeze (with Red Rider)                          |
| 2005   | "Christmas All The Time"                  |                |              |                      | Christmas Single                                  |
| 2006   | "Didn't Mean"                             |                |              |                      | No Stranger                                       |
| 2006   | "The Party's Not Over"                    |                |              |                      | No Stranger                                       |
| 2007   | "Out Of My Head"                          |                |              |                      | No Stranger                                       |
| 2007   | "Northern Star"                           |                |              |                      | No Stranger                                       |

## 受賞歴
ジュノー賞受賞
- 2003 - Canadian Music Hall of Fame Inductee
- 1992 - Songwriter of the Year
- 1992 - Male Vocalist of the Year
- 1992 - Single of the Year ("Life Is A Highway")
- 1992 - Album of the Year (Mad Mad World)
- 1987 - Composer of the Year
- 1987 - Group of the Year (Tom Cochrane & Red Rider)

ジュノー賞ノミネート
- 2008 - Adult Alternative Album of the Year (No Stranger)
- 2000 - Best Male Artist
- 1996 - Male Vocalist of the Year
- 1996 - Album of the Year (Ragged Ass Road)
- 1993 - Songwriter of the Year
- 1993 - Best Selling Album [Foreign or Domestic] (Mad Mad World)
- 1993 - Canadian Entertainer of the Year
- 1992 - Producer of the Year ("All the King's Men")
- 1990 - Group of the Year (Tom Cochrane & Red Rider)
- 1990 - Album of the Year (Tom Cochrane & Red Rider - Victory Day)
- 1990 - Canadian Entertainer of the Year (Tom Cochrane & Red Rider)
- 1989 - Group of the Year (Tom Cochrane & Red Rider)
- 1989 - Canadian Entertainer of the Year (Tom Cochrane & Red Rider)
- 1987 - Composer of the Year
- 1987 - Canadian Entertainer of the Year (Tom Cochrane & Red Rider)

ASCAP
- 1993 - Pop music award (Life Is A Highway)
- 2007 - airplay award   (Life Is A Highway)

SOCAN
- 2003 - National Achievement Award
- 2003 - Classic Award ("Life Is A Highway")
- 1997 - Pop Music Award ("Dreamer's Dream" and "Wildest Dreams")
- 1996 - Pop Music Award ("I Wish You Well")
- 1993 - Pop Music Award ("No Regrets")
- 1992 - Pop Music Award ("Life Is A Highway")

## テレビ・映画内での使用
Lunatic Fringe"
- ビジョン・クエスト/青春の賭け
- 特捜刑事マイアミヴァイスのエピソードSmugglers Bluesで使用。このバージョンはGlenn Freyとの共演。

"Life is a Highway"
- 12人のパパ
- カーズ
- アメリカン・アイドル内で複数シーンにおいて使用
- Clash of the Choirs
- カナディアンアイドル
- Nashville Star
- The Officeのエピソード"Employee Transfer"内にて使用(2008年)
- "Human Race"- 特捜刑事マイアミヴァイス
- "Not So Far Away"- ビルとテッドの地獄旅行
- "Vacation (In My Mind)"- ベイウォッチ
- "Friendly Advice"- メルローズ・プレイス内においてバーが登場するシーンにおいて
- "Ragged Ass Road"- 騎馬警官 (テレビドラマ)
- "Big League"- カナディアンアイドル